# Бурцево (деревня, Москва)
Бурцево — деревня в Новомосковском административном округе Москвы  (до 1 июля 2012 года была в составе Ленинского района Московской области). Входит в состав поселения Филимонковское.

## История
Название деревни, предположительно, произошло от некалендарного личного имени Бурец.
В XIX веке деревня Бурцево входила в состав Десенской волости Подольского уезда. В 1899 году в деревне проживало 26 человек.

## Население
Согласно Всероссийской переписи, в 2002 году в деревне проживало 16 человек (10 мужчин и 6 женщин). По данным на 2005 год в деревне проживало 15 человек.

## Расположение
Деревня Бурцево находится примерно в 6 км к юго-западу от центра города Московский. В километре к северу от деревни проходит Киевское шоссе. Ближайшие населённые пункты — деревни Голенищево и Середнево.